# 大尾真剑水蚤
大尾真剑水蚤（学名：Eucyclops macruroides）为剑水蚤科真剑水蚤属的动物。分布于印度、俄罗斯、叙利亚、阿尔及利亚、英国、挪威、瑞典、非洲北部以及中国大陆的浙江、江苏、辽宁、吉林、黑龙江、新疆、西藏等地，主要生活于各种浅小类型的水域以及湖、池沿岸的水草丛中。

## 亚种
- 锯齿真剑水蚤（学名：Eucyclops macruroides denticulatus），Graeter于1903年命名。分布于亚洲、欧洲、非洲北部以及中国大陆的福建、河北、内蒙古、黑龙江、新疆等地，属于广温性种类。其主要栖息于河、池及湖泊沿岸带的水草丛中。[2]